# Bombay (película)
Bombay es una película india de drama en lengua tamil de 1995, dirigida por Mani Ratnam y protagonizada por Arvind Swamy y Manisha Koirala en los papeles principales, con una banda sonora compuesta por A. R. Rahman. La película se centra en los acontecimientos ocurridos particularmente durante el período de diciembre de 1992 a enero de 1993 en la India y la controversia generada en torno a la mezquita Babri Masjid en Ayodhya, su posterior demolición el 6 de diciembre de 1992 y el aumento de las tensiones religiosas en la ciudad de Bombay que condujeron a una gran cantidad de disturbios y problemas de orden público. Es la segunda parte de la trilogía de películas de Ratnam que muestran las relaciones humanas en un contexto de política india, incluyendo las producciones Roja (1992) y Dil Se (1998).
Con el tiempo se convirtió en una de las películas más taquilleras de la industria cinematográfica de Chennai. Fue bien recibida tanto crítica como comercialmente y se proyectó en muchos festivales de cine internacionales, incluido el Festival de Cine de Filadelfia en 1996, donde fue la favorita del público. La banda sonora de la película vendió 15 millones de unidades, convirtiéndose en una de las bandas sonoras más vendidas de todos los tiempos, y le valió al compositor A. R. Rahman su cuarto premio consecutivo al mejor director musical de Filmfare. Sin embargo, la película causó una considerable controversia sobre la liberación en India y en el extranjero por su descripción de las relaciones interreligiosas y los disturbios religiosos. La película fue prohibida en Singapur y Malasia luego de su lanzamiento.
En julio de 2005, la editorial BFI Modern Classics publicó un libro sobre la película escrito por Lalitha Gopalan en el que analizaba la producción de la cinta, los diversos temas que abordaba y su impacto sobre el lanzamiento en India y en el extranjero. Fue clasificada entre las 20 mejores películas indias en el ranking del Instituto de Cine británico. La película también fue doblada en hindi y telugu con el mismo título.

## Sinopsis
Un estudiante de periodismo que estudia en Bombay, Shekhar, visita su hogar para estar con su familia. En uno de sus viajes de regreso, conoce a Shaila Banu, una colegiala musulmana, enamorándose de ella. Inicialmente tímida, Shaila busca distanciarse de Shekhar, pero después de frecuentes días de persecución, a Shaila le empieza a gustar Shekhar. Finalmente, ambos se enamoran.
Shekhar se encuentra con el padre de Shaila, Basheer Ahmed, y revela que quiere casarse con ella. Basheer lo rechaza, citando la diferencia en las religiones. Shekhar revela su interés a su padre Pillai, que se enoja, va a buscar a Basheer y pelea con él. Molesto por el rechazo de ambas familias, Shekhar deja la aldea y regresa a Bombay. A través de un amigo de Shaila, Shekhar le envía una carta y un boleto para que su amada viaje a Bombay. Sin embargo, ella no logra decidirse. Basheer se entera de las cartas habituales de Shekhar y planea casar inmediatamente a su hija para evitar que esta relación siga creciendo. Sin opción, Shaila sale del pueblo con el boleto enviado por Shekhar y llega a Bombay. Se casan y llevan una vida feliz. Shaila concibe dos gemelos llamados Kabir Narayan y Kamal Basheer. Los gemelos son criados en ambas religiones. Shekhar continúa trabajando como periodista, mientras que Shaila se ocupa del hogar y de los niños. Después de seis años, Shekhar y Shaila se establecen y comienzan el proceso de restablecimiento de la relación con sus respectivas familias.
Cuando la mezquita Babri Masjid es demolida por los brahmanes el 6 de diciembre de 1992, se desatan disturbios en Bombay. Kabir y Kamal, que habían ido a comprar comestibles, quedaron atrapados en los disturbios; finalmente, Shekhar y Shaila los salvan y llegan a casa sanos y salvos. Narayana Pillai, que recibe las noticias de los disturbios, se dirige a Bombay para encontrarse con su hijo y su familia. Todos están felices con su llegada, y él se queda con ellos. Pronto, Basheer también viene con su esposa y todos viven felices por unos días. Tanto Pillai como Basheer están contentos con sus nietos y desean estar con ellos.
El 5 de enero de 1993, cuando dos asesinatos se interpretan como homicidios colectivos, otro motín se desarrolla en Bombay, lo que provoca tensiones entre hindúes y musulmanes. Cientos de personas pobres que pertenecen a ambas religiones mueren. La mansión donde Shekhar se queda con su familia también se quema. Cuando Shekhar evacua a todos, Narayana Pillai, Basheer y su esposa quedan atrapados en el accidente de fuego y mueren. Los niños que corren para salvarse se separan de sus padres. Shekhar y Shaila comienzan a buscarlos y atraviesan varios momentos tensos. Shekhar participa en el movimiento para detener los disturbios con otros líderes religiosos (que se dan cuenta de la inutilidad de los disturbios para entonces) y tiene éxito. Cuando terminan los disturbios, los niños que fueron salvados por personas de diferentes religiones, también se reúnen y corren hacia sus padres.

## Reparto
- Arvind Swamy como Shekhar Narayanan Pillai.
- Manisha Koirala como Shaila Banu.
- Prakash Raj como Kumar.
- Nassar como Narayanan Pillai.
- Tinnu Anand como Samaj Head.
- Kitty como Basheer.
- Master Harsha como Kabir Narayan.
- Master Hridhay como Kamal Basheer.

Adicionalmente, Sonali Bendre y Nagendra Prasad aparecen en el ítem "Humma Humma".